# Рейс US Airways № 1549
Рейс 1549 (AWE1549) — рейс Airbus A320-214 15 січня 2009 року компанії US Airways, з аеропорту Ла-Гуардія (Нью-Йорк) до зупинки в міжнародному аеропорту Шарлотт-Дуглас. Унаслідок зіткнення з птахами, через що обидва двигуни дістали пошкодження й зупинилися, рейс було екстрено перервано: пілоти Чеслі Салленбергер (капітан) і перший офіцер Джеффрі Скайлс безпечно приводнили літак на річку Гудзон у Нью-Йорку. Усі 155 пасажирів і членів екіпажу вижили і були врятовані човнами, що перебували поблизу, лише кілька з них отримали серйозні поранення. Їх було евакуйовано з частково затопленого літака. Кілька людей дістали поранення, але тільки двоє пасажирів потребували госпіталізації. Час від зіткнення з птахами до падіння літака в річку склав менше 4 хвилин.
Інцидент відомий як «Диво на Гудзоні» (Miracle on the Hudson), а представник Національної ради з безпеки на транспорті назвав його «найуспішнішим в історії авіації». Рада зауважила, що інциденту можна було б уникнути, повернувшись до Ла-Гуардії, але водночас підтвердила, що, враховуючи обставини, пілоти діяли з найбільшою ймовірністю виживання. Капітана Салленбергера й екіпаж було оголошено героями.
У 2016 році Клінт Іствуд екранізував спогади про ці події у фільмі «Саллі».